# Cui Kai
Dans ce nom chinois, le nom de famille, Cui, précède le nom personnel.
Cui Kai (né le 26 mars 1982 à Shanghai) est un athlète chinois, spécialiste du saut en hauteur.
Son record est de 2,25 m, obtenu dans sa ville natale, le 20 juin 2003.
Médaille de bronze lors de la XXIIe Universiade à Daegu en 2,20 m, il est 8e de la Coupe du monde de Madrid en 2,10 m en 2002. Médaille d'or à Colombo lors des 14es Championnats d'Asie en 2,19 m, il avait participé aux Championnats du monde juniors à Santiago du Chili en 2000 et avait remporté la médaille d'argent à ceux jeunesse de Bydgoszcz en 1999.